# ОШ „Гојко Друловић” Радоиња
ОШ „Гојко Друловић” Радоиња једна је од шест основних школа на територији општине Нова Варош. Сматра се да је ова школа почела са радом 1894. године без одобрења турских власти.

## Историјат
Упркос томе што су се турске власти опирале отварању српских школа, напредни људи и домаћини скоро три деценије су водили борбу за отварање основне школе. Браћа Алекса и Ђорђе Друловић из Вранеша су, у договору са јаворском Царинарницом, од 1890. до 1892. године, водили борбу за почетак образовања у Радоињи, када су подигли зграду од камена и брвана. Новоизграђена зграда је представљена као хан, а у ствари са основном наменом да се у њој изводи настава. Зато је она позната као Друловића хан – школа.
Школу су својим средствима опремила браћа Друловићи, а учитеља су примили на стан и храну код себе. У школу је уписано 16 ђака, вероватно од 1883. до 1887. годишта. Први учитељ радоињске школе био је Недељко Давидовић, који је радио до 1895. године, када су турске власти забраниле рад школе. Школа званично није радила до 1902. године, мада су свештеници и учитељи повремено држали неке курсеве. Школа је радила до 1915. године, када је због ратних услова прекинула са радом. Окупатор је Друловића кућу – школу претворио у жандармеријску станицу, а приликом повлачења је опљачкао сав инвентар.
Велика заслуга за развој радоињске школе на почетку 20. века припада брачном пару Мутавџић – Милошу Мутавџићу, учитељу и управитељу школе и Милојки Мутавџић, учитељици. Нова школска зграда довршена је 1924. године. Од отварања школе до краја 1929. године, радоињска школа је са учитељем Милошем Мутавџићем постигла велике резултате и имала велики значај у просвећивању радоињске омладине. Иначе, у овој згради је 1941. године боравио Врховни штаб са Јосипом Брозом, вршећи припреме за формирање првих пролетерских бригада. У међуратном периоду, од 1918. до 1941. године, око 20 радоињских ђака кренули су у средње и више школе, а међу њима четворица су завршили факултете: Гојко Друловић, Мирко Ћуковић, Владимир Жугић и Чедомир Друловић.
Гојко Друловић и Чедомир Друловић су, за показану храброст и умеће руковођења у ослободилачком рату, проглашени за народне хероје. Током 1955. године у Радоињи је подигнута нова школа, у знак сећања на боравак Врховног штаба НОВ-а и ПОЈ-а, у децембру 1941. године у старој школи.

## Школа данас
Школа је данас матична школа која у свом саставу има четири издвојена одељења: Кокин Брод, Негбина, Рутоши, Драглица.